# 爱洲移香斋

爱洲移香斋（あいす いこうさい），原名爱洲久忠（あいす ひさただ），是日本剑道流派“阴流（又称爱洲阴流）”的开山之祖。生于享德四年（1452年），卒于天文7年（1538年），东海道伊势国人。
对于爱洲移香斋的出身有多种说法，皆因其生涯如谜般不为人知。但其所创的阴流为其弟子上泉信綱（新阴流始祖，日本战国时代的剑豪，室町幕府第十三代将军足利义辉及当时的剑豪柳生石舟斋的老师）继承并发扬之，因此也使其聲名为后人所知。
爱洲移香斋年轻时恰逢应仁之乱，为了能在乱世中生存，便下决心鑽研剑术，他深諳“猿飞之术”，自創“阴流”一派，又曾周游各国锻炼武艺。信綱二十二岁那年，旅居鹿岛並拜其為師，習得其“阴流”之技，翌年便被授予印可状。他又指导信綱：「剑术并不是万能的，在战场上，剑术并没有多大的发挥余地；想要真正守住城池，做到『万人敌』，只有学习兵法。」於是推荐信纲到信浓国小笠原家学习小笠原流兵法，之后便告别信纲，回伊势国老家隐居。后来又再度游历到中国地方（本州岛西端一带）南部八国。晚年在九州日向国（今宫崎县）当神官，87歲時死于當地。